# Franz Bumm

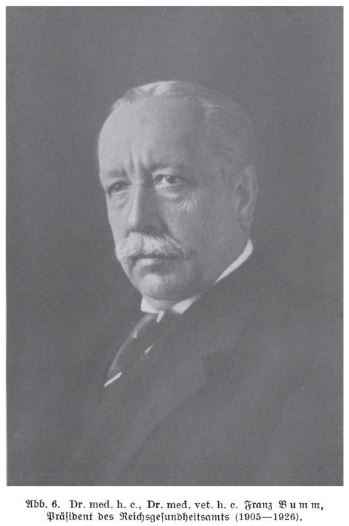
Franz Bumm, Präsident des Reichsgesundheitsamtes 1905–1926

Franz Bumm (* 7. März 1861 in Würzburg; † 13. August 1942 in Berlin) war ein deutscher Jurist und Präsident des Reichsgesundheitsamtes in Berlin.

## Leben
Als Sohn eines Taubstummenlehrers geboren, studierte Franz Bumm nach dem Besuch des Würzburger Gymnasiums Rechtswissenschaften in Würzburg. Während seines Studiums trat er 1880 in die schwarze Studentenverbindung Adelphia Würzburg (seit 1933 Burschenschaft Adelphia Würzburg in der DB) ein. Nach seinem Studium wurde er Bezirksamtsassessor und 1890 Assessor im Bayerischen Staatsministerium des Innern. Franz Bumm wurde 1892 ins Preußische Reichsamt des Innern versetzt und mit dem Gebiet Volksgesundheit betraut. 1898 wurde er Vortragender Rat und 1902 Geheimer Oberregierungsrat. 

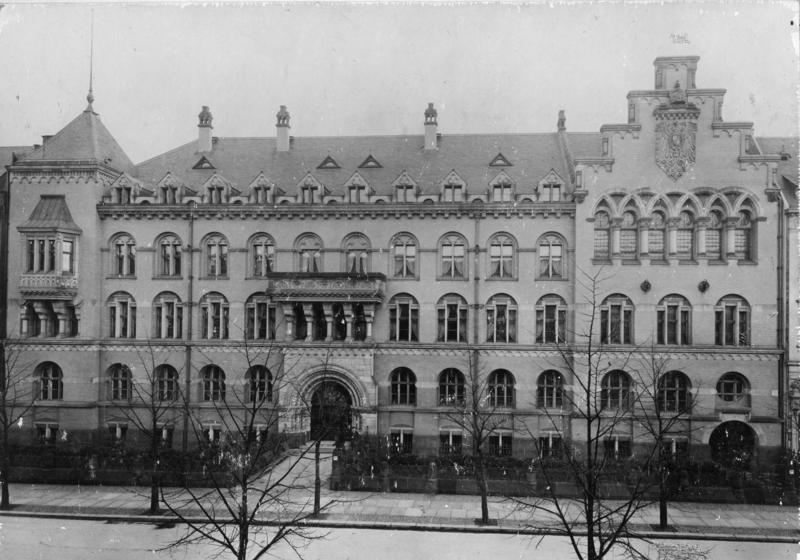
Hauptgebäude des Kaiserlichen Gesundheitsamts in Berlin (1907)

Im August 1905 erlitt Bumm einen Autounfall, von dem sein Fahrer dachte, er würde es nicht überleben. Die Verletzungen stellten sich jedoch als relativ leicht heraus. 
Er war von 1905 bis 1918 Präsident des Kaiserlichen Gesundheitsamtes und von 1918 bis 1926 Präsident des Reichsgesundheitsamtes in Berlin. Während seiner Amtszeit förderte er die Forschungsarbeit von Robert Koch und Emil von Behring. 1909 erhielt er den Titel Wirklicher Geheimer Oberregierungsrat. Er engagierte sich unter anderem als Vorsitzender des Kuratoriums des St. Hedwig-Krankenhauses in Berlin.

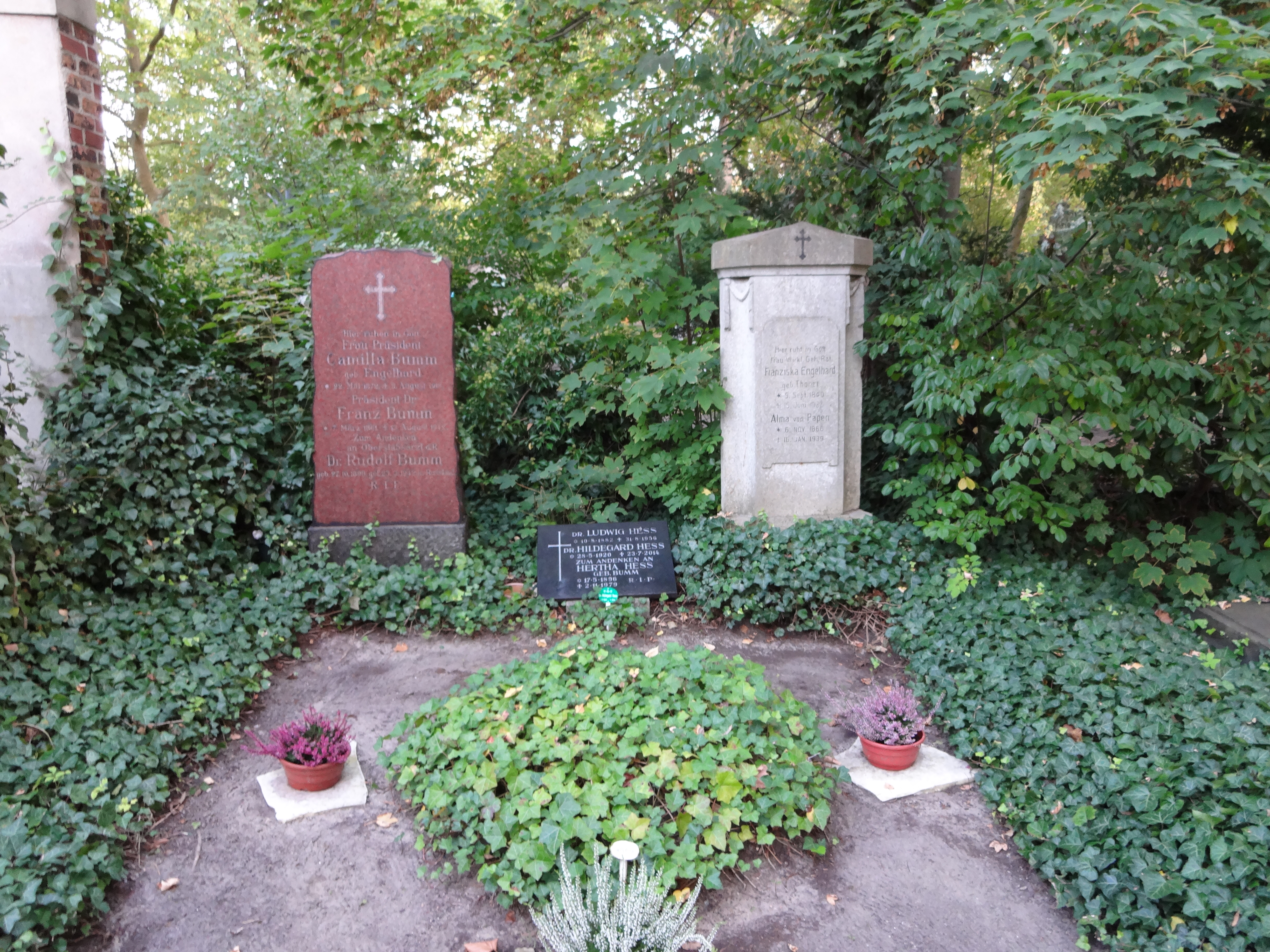
Grabstätte

Bumm ist auf dem Alten Domfriedhof der St. Hedwigs-Gemeinde bestattet. Er war der jüngere Bruder des Gynäkologen Ernst Bumm (1858–1925) und des Psychiaters Anton Bumm (1849–1903). Ein weiterer Bruder war Karl von Bumm (1851–1909).

## Ehrungen
- Am 20. Juni 1912 verlieh die Tierärztliche Hochschule Berlin unter dem Rektorat von Eberlein Franz Bumm die 6. Ehrenpromotion. Er war auch mehrfacher Ehrendoktor der Medizin,[5] (Universitäten Würzburg und Leipzig).
- Im Jahr 1941 erhielt er die Goethe-Medaille für Kunst und Wissenschaft.
- Bumm war Träger von zehn Orden, unter anderem:
  - Roter Adlerorden II. Klasse mit Eichenlaub[6]
  - Königlicher Kronen-Orden II. Klasse
  - Eisernes Kreuz am weißen Bande
  - Rote Kreuz-Medaille II. Klasse
  - Verdienstorden vom Heiligen Michael II. Klasse
  - König Ludwig-Kreuz
  - Prinzregent-Luitpold-Medaille II. Klasse mit der Krone
  - Albrechts-Orden, Komtur I. Klasse
  - Verdienstorden Philipps des Großmütigen, Komtur I. Klasse
  - Großkomtur des Oldenburgischen Haus- und Verdienstordens des Herzogs Peter Friedrich Ludwig
- Ehrenmitglied der katholischen Studentenverbindung KStV Burgundia Berlin im KV.[7]
- 1996 wurde eine Gedenktafel mit Reliefporträt von Franz Bumm am Eingang des Josephshauses im St. Hedwig-Krankenhaus angebracht, die inzwischen nicht mehr existiert.[8]

## Schriften
- Franz Bumm, Rudolf Abel (Hrsg.): Deutschlands Gesundheitsverhältnisse unter dem Einfluß des Weltkrieges. (2 Bände), Deutsche Verlags-Anstalt, Stuttgart 1928.